# Baki (Vorname)
Baki ist ein männlicher Vorname arabischer Herkunft (باقي, DMG Bāqī) mit der Bedeutung „der Ewige“ und einer der „99 Namen Gottes“. Der Name war bereits im alten Ägypten bekannt und ist heute im Türkischen und auf dem Balkan verbreitet.

## Namensträger
- Baki Adam (* 1962), türkischer Religionswissenschaftler und Schriftsteller
- Baki Davrak (* 1971), deutsch-türkischer Schauspieler
- Baki Mercimek (* 1982), niederländisch-türkischer Fußballspieler